# Scimmia bianca - Il re della foresta
Scimmia bianca - Il re della foresta (El rey de los gorilas) è un film del 1977 diretto da René Cardona Jr.. 
Film d'avventura con protagonista Hugo Stiglitz, conosciuto anche con i titoli El simio blanco, Gorilla's King e The Gorilla Kid.

## Trama
In Africa nell'anno 1838 un gruppo di esploratori occidentali viene attaccato e sterminato da una tribù di cannibali. Solamente un neonato sopravvive al massacro e di lui si prende cura un gruppo di scimpanzé che lo alleva fino a farlo diventare un vigoroso ragazzino biondo. Divenuto adulto, l'uomo-scimmia, incontra una esploratrice bianca con la quale mette al mondo un figlio che nonostante la possibilità, fornitagli dal destino, di poter vivere nel mondo cosiddetto civile preferisce rimanere nella foresta.

## Produzione

### Cast
- La parte del protagonista è affidata all'attore messicano Hugo Stiglitz amico e fedele collaboratore del regista René Cardona Jr..
- Nel film compare anche una sconosciuta Edith González divenuta poi famosa per aver interpretato alcune telenovelas molto popolari come Anche i ricchi piangono, Cuore selvaggio e Amore senza tempo.

### Riprese
Le riprese del film sono state realizzate negli stati messicani di Oaxaca, di Puebla e di Veracruz.

## Colonna sonora
La canzone che rappresenta il tema musicale del film intitolata "Scimmia bianca" è interpretata da I Vianella ed è stata pubblicata come lato B su un disco 45 giri della EMI Italiana avente numero di catalogo (3C 006 18923).

## Distribuzione
Il film è stato distribuito nelle sale cinematografiche italiane nel mese di aprile del 1978.

### Data di uscita
Alcune date di uscita internazionali nel corso degli anni sono state:
- 14 luglio 1977 in Messico (El rey de los gorilas)[3]
- 21 aprile 1978 in Italia[4]

## Accoglienza

### Critica
Sul giornale Stampa Sera, in un articolo del 1978 dedicato alla presentazione del film, si legge che Cardona in una sorta di miscela ben dosata ha inserito nella prima parte del film una specie di "Libro della giungla" di Kiplinghiana memoria per poi passare, nella seconda parte, ad un novello "Tarzan" in perfetto stile Rice Burroughs.